# Pyramica membranifera
Pyramica membranifera är en myrart som först beskrevs av Carlo Emery 1869.  Pyramica membranifera ingår i släktet Pyramica och familjen myror. Inga underarter finns listade i Catalogue of Life.

## Bildgalleri

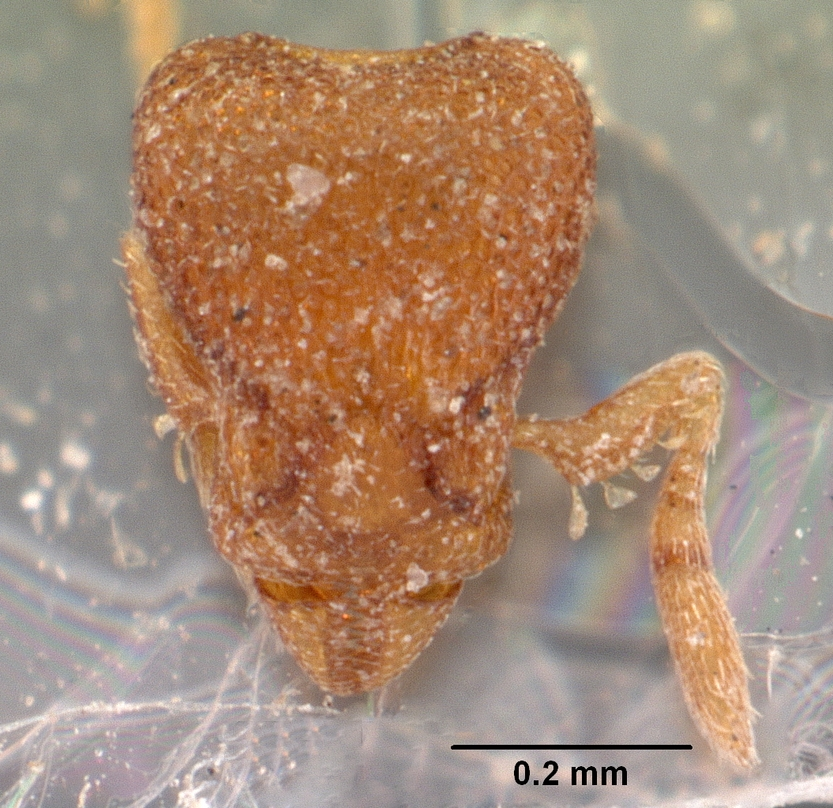